# Kalidasa
Kālidāsa (devanāgarī: कालिदास, »služabnik boginje Kali«), indijski pesnik in dramatik, živel okoli leta 400.
Kālidāsa v splošnem velja za največjega pesnika in dramatika v sanskrtu. Datuma njegovega rojstva ali smrti ni mogoče natančno določiti, najverjetneje pa je živel v obdobju Gupta, v 4., 5., ali 6. stoletju. Kalidasovim delom pogosto pripisujejo ekvivalenten pomen kot Shakespeareovim delom za angleško književnost. Kalidasova gledališka dela in pesmi se naslanjajo na hinduistično kulturno in filozofsko izročilo.
Njegovo najbolj znano delo je drama Šakuntala, poleg nje pa mu pripisujejo še drami Mâlavikâ in Agnimitra ter Urvaši. Pripisujejo mu tudi dve epski pesnitvi; Kumārasambhava, v kateri opisuje rojstvo in mladost boginje Pārvatī, njeno poroko z bogom Šivo ter rojstvo njunega sina Kumare, in Raghuvaṃśa, ki opisuje kralje dinastije Raghu.